# Limnodynastes fletcheri
Limnodynastes fletcheri är en groddjursart som beskrevs av George Albert Boulenger 1888. Limnodynastes fletcheri ingår i släktet Limnodynastes och familjen Limnodynastidae. IUCN kategoriserar arten globalt som livskraftig. Inga underarter finns listade i Catalogue of Life.